# Črni močeril
Črni močeril ali črna človeška ribica (znanstveno ime Proteus anguinus parkelj) je jamska dvoživka, podvrsta človeške ribice, ki živi v podzemnih vodah Bele krajine. Našli so ga leta 1986 člani Inštituta za raziskovanje krasa, ko so preučevali vodo iz izvira Dobličice v Beli Krajini. Po do sedaj znanih podatkih živi le v ožji okolici Črnomlja, na površini, manjši od 100 km. Sistematsko ga je poimenoval slovenski zoolog Boris Sket. S svojim res skoraj črnim telesom in rdečimi škrgami ga je vedno neverjetno spominjal na črne parklje z rdečim jezikom, ki jih po Ljubljani ponujajo na čas Miklavža.

## Pomembnejše značilnosti črnega močerila
Tako kot beli, tudi črni močeril živi le v jamskih vodah. Vendar ima črni močeril za razliko od belega predvsem zelo temno pigmentirano kožo in dokaj normalno razvite oči. Njegovo oko ima dva- do štirikrat večji premer, razmeroma dobro razvito lečo in čutilne celice v mrežnici. Glavo ima bolj zaobljeno in sploh bolj normalno oblikovano. Ima sorazmerno daljši trup, a krajše noge kot beli močeril. V hrbtenici trupa ima tudi več vretenc.
Biokemijske raziskave (analiza alocimov) so pokazale, da so dolenjski beli močerili tesneje sorodni s črnim, kot so med seboj beli močerili iz Dolenjske in Notranjske. Notranjska in dolenjska skupina močerilov naj bi bili ločeni že približno 4,2–5,2 milijona let, to naj bi bilo že v miocenskih površinskih vodah,  preden se je začel na Slovenskem razvijati kras s podzemnimi vodnimi bazeni. Črni močeril je tako le populacija iz dolenjske skupine, ki je zaostala v prilagajanju na jamsko okolje.
Čeprav črni močeril s svojim videzom tega ne kaže, je vendarle jamska žival, ki pride na površje le ponoči oz. v vodnem oknu raziskovalnega bruhalnika, ki je zatemnjen s šotorom, tudi podnevi; sicer pa se izogiba močnejši svetlobi. Kaže, da črni močeril živi izključno v bližnji okolici Črnomlja, v neposrednem sosedstvu z belim močerilom.

## Telesna zgradba
Črna in bela človeška ribica se med seboj jasno ločita po zunanji morfologiji, pa tudi po drugih, manj očitnih znakih. Znaki, po katerih se črni močeril razlikuje od nominalne podvrste, so:
- Najočitnejša razlika je normalno pigmentirana koža, po kateri je podvrsta dobila tudi ime - hrbet in boki so temni, pri nekaterih osebkih temno rjavi, pri drugih pa skoraj popolnoma črni z vijoličastim nadihom. Gobec je sajasto črn, okončine pa svetlejše s temnim vzorcem. Melaninski pigment se nahaja v pigmentnih celicah, melanoforah v usnjici kože.
- Krajša, a enako široka glava. Izbokline na glavi so zaradi treh parov čeljustnih mišic, ki so bolje razvite. Število zob je manjše.
- Daljši trup - število vretenc je 34 ali 35, pri nepigmentirani podvrsti pa med 29 in 32. Vretenca sama so nekoliko robustnejša, a ne toliko kot pri drugih repatih krkonih.
- Krajša oba para okončin.
- Krajši rep, ki je enako visok ali rahlo višji od trupa, ima široko zaokroženo ali trikotno konico z zaobljenim vrhom.
- Oči so mnogo bolj razvite, pri odraslih osebkih dva- do štirikrat večje od oči belega močerila, a vseeno sorazmerno drobne v primerjavi z drugimi dvoživkami.
- Nekatera čutila, predvsem elektroreceptorji, so nekoliko manj občutljiva. Zvočna valovanja pod vodo pa črni močerili zaznavajo ravno tako dobro in se orientirajo po zemeljskem magnetnem polju.[3]

## Oko v temi
Rezultati najnovejših raziskav  Skupine za funkcionalno-morfološke raziskave vretenčarjev na Oddelku za biologijo Biotehniške fakultete v Ljubljani kažejo, da svetlobne čutnice v pokrnelem očesu še vedno vsebujejo na svetlobo občutljive vidne pigmente (barvila, ki sodelujejo pri sprejemanju svetlobe). Do te ugotovitve so prišli s citokemijsko analizo.
Globoko v podzemlju, kjer vlada stalna tema, oči izgubijo svojo vlogo. Kot posledica prilagoditve na jamsko okolje so oči človeške ribice zakrnele. Opazne so le kot dve drobni črni piki, ki presevata skozi kožo.
Fiziološke in vedenjske raziskave kažejo, da so te oči še vedno občutljive za svetlobo. Zanimivo je, da se mladiči človeške ribice izvalijo z dobro razvitimi očmi, ki pa v nadaljnjem razvoju živali postopoma pokrnevajo. Če oko bele človeške ribice pogledamo z mikroskopom, opazimo, da ima še vedno ohranjeno lečo, mrežnico in vidni živec. Vendar so čutilne celice za zaznavanje
svetlobe, ki leže v mrežnici, zelo spremenjene. Tudi leča je zelo pokrnela.
Del čutilne celice, ki sprejema svetlobne dražljaje, je pri vretenčarjih, ki živijo na površju, zgrajen iz dolge skladovnice diskov, nastalih z nagubanjem celične membrane. Imenuje se paličica oz. čepek. Pri beli oz. nepigmentirani človeški ribici pa takšnih pravilno izoblikovanih struktur ne opazimo - membrane čutilnih delov so razpadle in se združujejo v manjše kroglaste strukture.
Črni močeril ima mnogo bolj razvite oči kot beli močeril. Podobne so očem, kakršne imajo njegovi sorodniki, ki živijo na površju, npr. pupki. Čutilne celice v mrežnici ohranjajo podobno zgradbo kot pri drugih vretenčarjih.
Na zunaj so vidne kot črni piki, obkroženi s svetlim kolobarjem. Pokriti sta s  stanjšano plastjo prosojne nepigmentirane okrogle regije kože, vek ni. Strukture očesa (mrežnica, leča, steklovina, optični živec) so normalno diferencirane. Število čutnic je v primerjavi z drugimi dvoživkami majhno, večinoma so občutljive na svetlobo dolgih valovnih dolžin (rdečo), nekaj pa tudi na modro in ultravijolično.

## Predstavitev črnega močerila
- Na edini dostopni lokaciji črne človeške ribice, v Jelševniku pri Črnomlju si obiskovalec lahko ogleda črno človeško ribico tudi v živo z neposrednim opazovanjem teh jamskih prebivalcev belokranjskega plitvega krasa in spoznava dolgoletne raziskave na tej redki živalski vrsti, ki potekajo okoli 35 let na Oddelku za biologijo, Biotehniške fakultete v Ljubljani, že dve desetletji pa pod vodstvom prof. dr. Borisa Buloga.
- V okviru tega raziskovalnega in izobraževalnega centra Oddelka za biologijo so na tej lokaciji postavljeni tudi slikovno bogati panoji, ki na poljuden način predstavljajo biologijo človeške ribice, ki predstavlja pomemben del slovenske naravne dediščine.
- Posnet je tudi film o črni človeški ribici, ki na poljuden način predstavi to endemično jamsko dvoživko.[6]

## Dodatni viri
1. ↑  Bulog B. in Sket B. (2004). Človeška ribica in črni parkelj iz Bele Krajine. Ljubljana: BF, Oddelek za biologijo, 10 panojev., ilustr. Javna predstavitev močerila v Jelševniku pri Črnomlju.
2. ↑  Kutin, A.(2005. Črni in beli prebivalci slovenskega podzemlja : z dr. Borisom Bulogom o človeški ribici in varovanju naravne dediščine. Večer (Marib.). [Tiskana izd.], febr. 2005, letn. 61, št. 29, str. 14, fotogr.
3. ↑  Schlegel, P. A., Briegleb, W., Bulog, B., Steinfartz, S. (2006). Revue et nouvelles données sur la sensitivité a la lumiere et orientation non-visuelle chez Proteus anguinus, Calotriton asper et Desmognathus ochrophaeus (Amphibiens urodeles hypogés). Bulletin de la Société herpétologique de France,  vol. 118, str. 1-31.
4. ↑  Kos, M., Bulog, B. in ostali sod. (2001) Immunocytochemical demonstration of visual pigments in the degenerate retinal and pineal photoreceptors of the blind cave salamander (Proteus anguinus). Cell Tissue Res, letn. 303, str. 15-25.
5. ↑  Bulog, B., Mihajl, K. in drugi sod.  (2002). Trace element concentrations in the tissues of Proteus anguinus (Amphibia, Caudata) and the surrounding environment. Water air soil pollut., vol. 136, no. 1-4, str. 147-163
6. ↑  Bulog B. s sod. (2003). Črna človeška ribica: Skrivnostna prebivalka belokranjskega krasa. Ljubljana: Televizija Slovenija, 1 videokaseta.